# 友清哲
友清 哲（ともきよ さとし、1974年9月5日 - ）は、日本のフリーライター、編集者、飲食店経営者。神奈川県横浜市出身。ルポルタージュを中心に著書を多数執筆。

## 略歴
都内の大学を卒業後、株式会社小学館集英社プロダクションに入社。その後、編集プロダクション勤務を経て1999年よりフリーライターとして独立。雑誌や新聞、ウェブメディアへの寄稿の傍ら、ムックや書籍の編集制作に携わる。
2001年から「このミステリーがすごい！」の編集に携わるなど、ミステリーを中心とするエンタテインメントの評論活動を行う。また、2017年には「父親」をテーマとしたアンソロジー「I Love Father」に参加、小説家としてもデビューした。
幼少期からボクシングに関心を寄せ、自身もプロボクサーライセンスを保有。ボクシング関連の寄稿や、ムック制作を手がける。
2010年、かねてより親交の深い乙武洋匡らと、ロックバンド「COWPERKING」を結成。ベースを担当し、ライブ活動を行う。
なお、その乙武洋匡のスキャンダルの際には、自身のブログで騒動を振り返り、「友人のこういう姿はけっこうツラい」とコメントしている。
著名作家とのコラボレーションが多く、石田衣良と共に一般女性の恋愛観をインタビューするトーク企画「しくじり美女たちのためになる夜話」では、青森県弘前市で巡業公演を実施。冲方丁が妻へのDV容疑で逮捕された際には、その不当性を世に知らしめるために書籍「冲方丁のこち留 こちら渋谷警察署留置場」を制作し、新宿ロフトプラスワンでトークイベントを開催した。
大の日本酒愛好家として知られるEXILEの橘ケンチの著作、「橘ケンチの日本酒最強バイブル」の制作に参加しており、3日間で500銘柄以上の日本酒をテイスティングしたエピソードがYou Tubeで語られている。
無類の酒好きが高じ、2013年より世田谷区内でオーセンティックバー「デュランバー」を経営していたが、2023年6月末をもって閉店。同年の9月より、渋谷区内で国産クラフトビールバー「ビビビ。」の経営に携わっている。
また、全国各地での取材活動から観光産業や地方創生への造詣が深く、近年は地方自治体や観光庁から業務を請けて、執筆活動や講演活動を行う機会も多い。

## 主な著書
- 「ケータイ・マニアックス」（二見書房、2002年）　※筆名：ケータイ激裏情報団
- 「人気作家10人が教える 新人賞の極意」（二見書房、2002年）
- 「1億人のためのミステリー!」（ランダムハウス講談社、2004年）
- 「片道で沖縄まで」（インフォバーン、2004年）
- 「作家になる技術」（扶桑社文庫、2005年）
- 「キレイ探求!宮古島。」（秋田書店、森千紗との共著、2009年）
- 「R25 カラダの都市伝説」 (宝島SUGOI文庫、2012年）
- 「怪しい噂 体験ルポ」 (宝島SUGOI文庫、2012年）
- 「日本酒がおいしいと思いはじめたら、まず読む本。」（宝島社、2013年）　※筆名：大人の粋酔倶楽部
- 「スチュワーデス裏物語 (宝島SUGOI文庫、2013年）　※筆名：日野空美
- 「一度は行きたい「戦争遺跡」」（PHP文庫、2015年）
- 「ＵＭＡ追跡ファイル」（講談社、竹林月との共著、2015年）
- 「物語で知る日本酒と酒蔵」（イースト・プレス、2016年）
- 「日本クラフトビール紀行」（イースト・プレス、2016年）
- 「日本の奇譚を旅する」（サイゾー、kindle版のみ、2017年）
- 「I Love Father」（宝島社、冲方丁、岡崎琢磨らとの共著、2017年）
- 「この場所だけが知っている 消えた日本史の謎」（光文社知恵の森文庫、2018年）
- 「横濱麦酒物語」（有隣堂、2023年）
- 「ルポ "霊能者"に会いに行く 「本物」は存在するのか」（PHP研究所、2025年）
- 「クラフトビールのお店、はじめました。」（亜紀書房、2025年）

## 現在の主な連載
- 友清哲の「ビールの怪人」（月刊『サイゾー』。2018年7月号～）
- スピリチュアル探偵（『小説丸』。2019年9月～）
- BoxingBlues（月刊『発明』。2015年10月号～）
- 友清哲の「ローカル×クリエイティブ」（『FINDERS』。2019年3月～）
- 「365調査隊」（月刊『健康365』2023年1月〜）